# U-203 (tàu ngầm Đức)
U-203 là một tàu ngầm tấn công  Lớp Type VII thuộc phân lớp Type VIIC được Hải quân Đức Quốc Xã chế tạo trong Chiến tranh Thế giới thứ hai. Nhập biên chế năm 1941, nó đã thực hiện được tổng cộng mười một chuyến tuần tra, đánh chìm được 21 tàu buôn tổng tải trọng 94.270 GRT đồng thời gây hư hại cho ba tàu buôn khác tổng tải trọng 17.052 GRT. Trong chuyến tuần tra cuối cùng tại Bắc Đại Tây Dương, U-202 bị tàu khu trục HMS Pathfinder và máy bay từ tàu sân bay hộ tống HMS Biter của Hải quân Hoàng gia Anh đánh chìm về phía Đông Nam Greenland vào ngày 25 tháng 4, 1943.

## Thiết kế và chế tạo

### Thiết kế

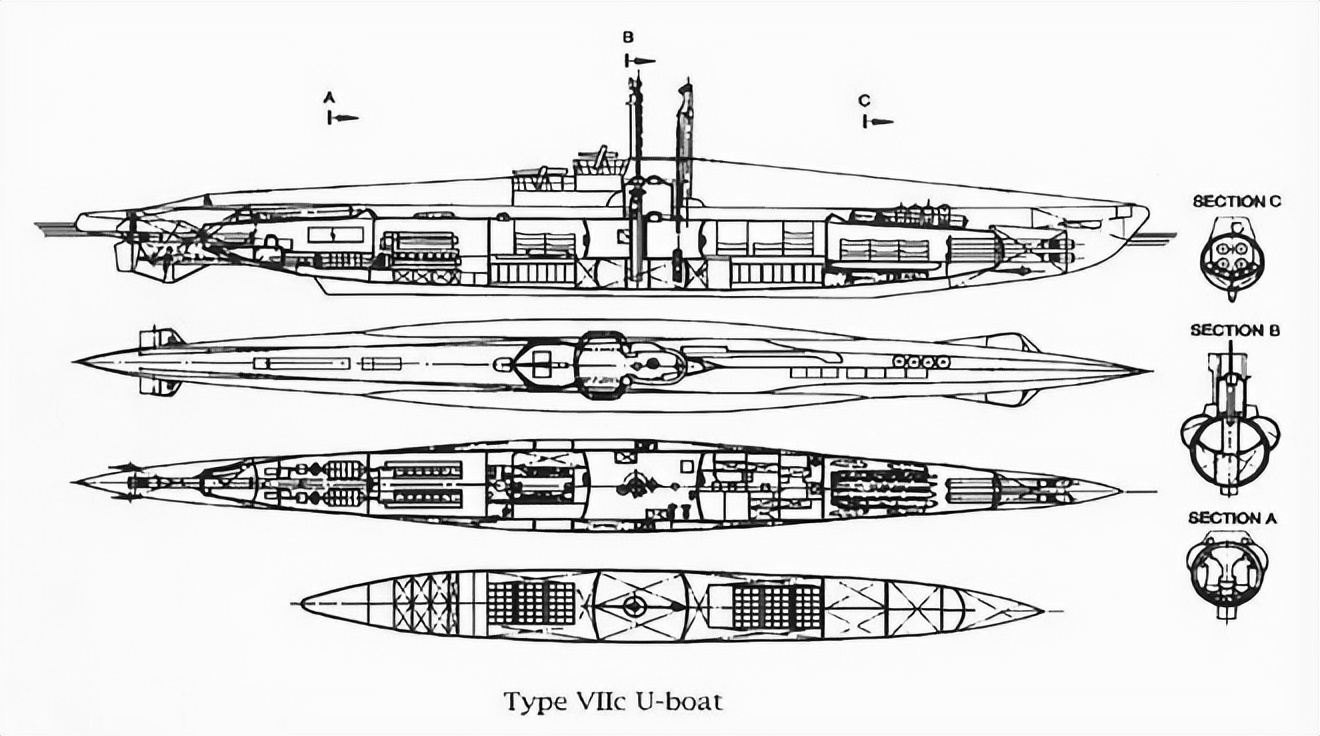
Sơ đồ các mặt cắt một tàu ngầm Type VIIC

Phân lớp VIIC của Tàu ngầm Type VII là một phiên bản VIIB được kéo dài thêm. Chúng có trọng lượng choán nước 769 t (757 tấn Anh) khi nổi và 871 t (857 tấn Anh) khi lặn). Con tàu có chiều dài chung 67,10 m (220 ft 2 in), lớp vỏ trong chịu áp lực dài 50,50 m (165 ft 8 in), mạn tàu rộng 6,20 m (20 ft 4 in), chiều cao 9,60 m (31 ft 6 in) và mớn nước 4,74 m (15 ft 7 in).
Chúng trang bị hai động cơ diesel Germaniawerft F46 siêu tăng áp 6-xy lanh 4 thì, tổng công suất 2.800–3.200 PS (2.100–2.400 kW; 2.800–3.200 bhp), dẫn động hai trục chân vịt đường kính 1,23 m (4,0 ft), cho phép đạt tốc độ tối đa 17,7 kn (32,8 km/h), và tầm hoạt động tối đa 8.500 nmi (15.700 km) khi đi tốc độ đường trường 10 kn (19 km/h). Khi đi ngầm dưới nước, chúng sử dụng hai động cơ/máy phát điện AEG GU 460/8–27 tổng công suất 750 PS (550 kW; 740 shp). Tốc độ tối đa khi lặn là 7,6 kn (14,1 km/h), và tầm hoạt động 80 nmi (150 km) ở tốc độ 4 kn (7,4 km/h). Con tàu có khả năng lặn sâu đến 230 m (750 ft).
Vũ khí trang bị có năm ống phóng ngư lôi 53,3 cm (21 in), bao gồm bốn ống trước mũi và một ống phía đuôi, và mang theo tổng cộng 14 quả ngư lôi, hoặc tối đa 22 quả thủy lôi TMA, hoặc 33 quả TMB. Tàu ngầm Type VIIC bố trí một hải pháo 8,8 cm SK C/35 cùng một pháo phòng không 2 cm (0,79 in) trên boong tàu. Thủy thủ đoàn bao gồm 4 sĩ quan và 40-56 thủy thủ.

### Chế tạo
U-203 được đặt hàng vào ngày 23 tháng 9, 1939, và được đặt lườn tại xưởng tàu của hãng Friedrich Krupp Germaniawerft tại Kiel vào ngày 28 tháng 3, 1940. Nó được hạ thủy vào ngày 4 tháng 1, 1941, và nhập biên chế cùng Hải quân Đức Quốc Xã vào ngày 18 tháng 2, 1941 dưới quyền chỉ huy của Hạm trưởng, Đại úy Hải quân Rolf Mützelburg.

## Lịch sử hoạt động

### 1941

#### Chuyến tuần tra thứ nhất
U-203 khởi hành từ cảng Kiel vào ngày 5 tháng 6, 1941 cho chuyến tuần tra đầu tiên trong chiến tranh. Nó tiến ra Bắc Hải, rồi băng qua khe GIUK giữa quần đảo Faroe và Iceland để đi đến khu vực tuần tra tại Bắc Đại Tây Dương về phía Đông Nam Greenland. Vào ngày 24 tháng 6, nó phóng bốn quả ngư lôi tấn công Đoàn tàu HX 133 lúc 03 giờ 31 phút, đánh chìm tàu buôn Na Uy Soløy 4.402 GRT tại tọa độ 54°39′B 39°43′T / 54,65°B 39,717°T. Đến 12 giờ 05 phút, chiếc tàu ngầm tiếp tục tấn công Đoàn tàu OB 336 ở vị trí về phía Đông Nam mũi Farewell Greenland, và đã đánh chìm chiếc tàu buôn Anh Kinross 4.956 GRT tại tọa độ 55°23′B 38°49′T / 55,383°B 38,817°T. U-203 kết thúc chuyến tuần tra và đi đến cảng St. Nazaire bên bờ biển Đại Tây Dương của Pháp đã bị Đức chiếm đóng, đến nơi vào ngày 29 tháng 6.

#### Chuyến tuần tra thứ hai
U-203 xuất phát từ St. Nazaire vào ngày 10 tháng 7 cho chuyến tuần tra thứ hai để hoạt động trong Đại Tây Dương về phía Tây Nam Ireland. Nó đã tấn công Đoàn tàu OG 69 đang trong hành trình đi Gibraltar từ ngày 27 tháng 7 ở vị trí khoảng 800 nmi (1.500 km) về phía Tây Nam đảo Cape Clear, Ireland, đánh chìm chiếc tàu buôn Anh Hawkinge 2.475 GRT lúc 02 giờ 54 phút tại tọa độ 44°55′B 17°44′T / 44,917°B 17,733°T. Chiếc tàu ngầm tiếp tục theo dõi Đoàn tàu OG 69, và sang ngày hôm sau lúc 21 giờ 27 phút đã lại đánh chìm tàu buôn Anh Lapland 1.330 GRT và tàu buôn Thụy Điển Norita 1.516 GRT ở vị trí về phía Tây Bắc mũi Finistere, Tây Ban Nha, tại tọa độ 40°36′B 15°30′T / 40,6°B 15,5°T. Các tàu corvette Anh HMS Rhododendron và HMS Fleur de Lys hộ tống cho Đoàn tàu OG 69 đã phản công bằng mìn sâu, nhưng U-203 thoát được mà không bị hư hại và quay trở về St. Nazaire vào ngày 31 tháng 7.

#### Chuyến tuần tra thứ ba
U-203 khởi hành từ St. Nazaire vào ngày 20 tháng 9 cho chuyến tuần tra thứ ba, và tiếp tục hoạt động trong Đại Tây Dương về phía Tây Nam Ireland. Tại vị trí về phía Bắc quần đảo Azores, nó tham gia cùng một bầy sói để tấn công Đoàn tàu HG 73 lúc 00 giờ 31 phút ngày 26 tháng 9 với một loạt bốn quả ngư lôi. Loạt ngư lôi đã đánh chìm các tàu chở hành khách Avoceta 3.442 GRT và tàu buôn Anh Lapwing 1.348 GRT, cùng tàu buôn Na Uy Varanberg 2.842 GRT tại tọa độ 47°50′B 24°50′T / 47,833°B 24,833°T. Tàu corvette Anh HMS Larkspur trong thành phần hộ tống cho Đoàn tàu HG 73 đã thả 26 quả mìn sâu phản công, nhưng U-203 đã thoát được. Nó kết thúc chuyến tuần tra và đi đến cảng Brest cùng tại bờ biển Đại Tây Dương của Pháp, đến nơi vào ngày 30 tháng 9. Brest trở thành căn cứ hoạt động chính của con tàu trong hầu hết các chuyến tuần tra tiếp theo.

#### Chuyến tuần tra thứ tư
Trong chuyến tuần tra thứ tư diễn ra từ ngày 18 tháng 10 đến ngày 12 tháng 11, U-203 vượt suốt Đại Tây Dương để hoạt động tại khu vực ngoài khơi đảo Newfoundland, Canada. Trên đường đi giữa Đại Tây Dương vào ngày 22 tháng 10, một máy bay đã ném hai quả bom tấn công khiến con tàu bị hư hại nhẹ. Đến ngày 3 tháng 11, ở vị trí về phía Đông Bắc mũi St. Charles, Labrador, U-203 tấn công Đoàn tàu SC 52 lúc 18 giờ 52 phút, đánh chìm các tàu buôn Anh Empire Gemsbuck 5.626 GRT và Everoja 4.830 GRT cách phía Đông đảo Belle 80 nmi (150 km), tại tọa độ 52°18′B 53°05′T / 52,3°B 53,083°T. Trong hành trình quay về gần đến căn cứ, trong vịnh Biscay lúc 14 giờ 45 phút ngày 11 tháng 11, một máy bay ném bom Lockheed Hudson thuộc Liên Đội 53 Không quân Hoàng gia Anh đã ném bốn quả mìn sâu tấn công, khiến U-203 bị hỏng một trục chân vịt và cánh lái phía đuôi. Chiếc tàu ngầm đến được cảng Brest vào ngày hôm sau.

### 1942

#### Chuyến tuần tra thứ năm
Lên đường vào ngày 25 tháng 12, 1941 cho chuyến tuần tra thứ năm, U-203 quay trở lại hoạt động tại khu vực Bắc Đại Tây Dương ngoài khơi đảo Newfoundland, Canada. Vào ngày 15 tháng 1, 1942, ở vị trí 30 nmi (56 km) về phía Nam St. John's, nó phóng ngư lôi đánh chìm tàu đánh cá Bồ Đào Nha Catalina 632 GRT tại tọa độ 47°03′B 52°45′T / 47,05°B 52,75°T.  Đến 18 giờ 43 phút ngày 21 tháng 1, U-203 lại phóng bốn quả ngư lôi tấn công một mục tiêu mà nó cho tàu một tàu buôn khoảng 8.000 tấn, nhưng chỉ gây hư hại cho chiếc tàu buôn Canada North Gaspe 888 GRT bởi một quả ngư lôi kích nổ gần tàu. Nó kết thúc chuyến tuần tra vào ngày 29 tháng 1.

#### Chuyến tuần tra thứ sáu
Trong chuyến tuần tra thứ sáu diễn ra từ ngày 12 tháng 3 đến ngày 30 tháng 4, U-203 mở rộng tầm hoạt động tại khu vực Bắc Đại Tây Dương xa hơn về phía Nam dọc theo bờ biển Hoa Kỳ. Vào ngày 10 tháng 4, ở vị trí ngoài khơi mũi Hatteras, North Carolina, nó tiêu phí tổng cộng bảy quả ngư lôi để đánh chìm tàu chở dầu Anh San Delfino 8.072 GRT tại tọa độ 35°35′B 75°06′T / 35,583°B 75,1°T. Sang ngày hôm sau nó tiếp tục tấn công và gây hư hại cho tàu chở dầu Hoa Kỳ Harry F. Sinclair, Jr. 6.151 GRT ở vị trí 7 nmi (13 km) về phía Nam mũi Lookout. Đến ngày 12 tháng 4, U-203 tấn công và gây hư hại cho tàu chở dầu Panama Stanvac Melbourne 10.013 GRT ở vị trí 15 nmi (28 km) ngoài khơi đảo Bald Head. Và hai ngày sau đó, đến lượt chiếc tàu buôn Anh Empire Thrush 6.160 GRT ở vị trí 8 nmi (15 km) ngoài khơi mũi Hatteras, tại tọa độ 35°08′B 75°18′T / 35,133°B 75,3°T.

#### Chuyến tuần tra thứ bảy
Sau khi chuyển căn cứ hoạt động từ Brest sang cảng Lorient, Pháp vào đầu tháng 6, U-203 lên đường vào ngày 4 tháng 6 và chuyển phạm vi hoạt động đến vùng biển Đại Tây Dương giữa Trung và Nam Mỹ. Nó đã lần lượt đánh chìm tàu buôn Anh Putney Hill 5.216 GRT ở vị trí khoảng 450 nmi (830 km) về phía Đông Bắc Puerto Rico lúc 05 giờ 44 phút ngày 26 tháng 6, tại tọa độ 24°20′B 63°16′T / 24,333°B 63,267°T. Đến 23 giờ 17 phút cùng ngày hôm đó, nó đánh chìm tàu buôn Brazil Pedrinhas 3.666 GRT ở vị trí khoảng 290 nmi (540 km) ngoài khơi đảo Anegada, quần đảo Virgin, tại tọa độ 23°07′B 62°06′T / 23,117°B 62,1°T. Hai ngày sau đó 28 tháng 6, nó lại đánh chìm tàu buôn Hoa Kỳ Sam Houston 7.176 GRT ở vị trí khoảng 160 nmi (300 km) về phía Đông Bắc quần đảo Virgin lúc 15 giờ 38 phút, tại tọa độ 19°21′B 62°22′T / 19,35°B 62,367°T. Vào ngày 9 tháng 7, đến lượt chiếc tàu buôn Anh Cape Verde 6.914 GRT bị đánh chìm lúc 23 giờ 05 phút về phía Đông Grenada, tại tọa độ 11°32′B 60°17′T / 11,533°B 60,283°T. Cuối cùng là tàu chở dầu Panama Stanvac Palembang 10.013 GRT bị đánh chìm hai ngày sau đó 11 tháng 7, ở vị trí khoảng 15 nmi (28 km) ngoài khơi đảo Tobago lúc 03 giờ 52 phút, tại tọa độ 11°28′B 60°23′T / 11,467°B 60,383°T. U-203 kết thúc chuyến tuần tra tại cảng Brest vào ngày 29 tháng 7.

#### Chuyến tuần tra thứ tám
Trong chuyến tuần tra thứ tám diễn ra từ ngày 27 tháng 8 đến ngày 18 tháng 9, cùng xuất phát và kết thúc tại Brest, U-203 hoạt động tại lối ra vào phía Tây của eo biển Gibraltar. Chiếc tàu ngầm không đánh chìm được mục tiêu nào, mà lại gặp tổn thất, khi Đại úy Hải quân Rolf Mützelburg hạm trưởng bị mất do tai nạn vào ngày 12 tháng 9.

#### Chuyến tuần tra thứ chín và thứ mười
Dưới quyền chỉ huy của hạm trưởng mới, Trung úy Hải quân Hermann Kottman, U-203 tiến hành chuyến tuần tra thứ chín từ ngày 15 tháng 10 đến ngày 6 tháng 11, quay trở lại hoạt động tại lối ra vào phía Tây eo biển Gibraltar. Tại đây nó phóng ngư lôi tấn công Đoàn tàu SL 125 vào ngày 29 tháng 10 ở vị trí về phía Tây Bắc quần đảo Canaria, đánh trúng tàu buôn Anh Hopecastle 5.178 GRT vốn đã hư hại do trúng ngư lôi từ tàu ngầm U-509; chiếc tàu buôn bị đánh chìm bởi hỏa lực pháo 20-mm lúc 10 giờ 10 phút tại tọa độ 31°39′B 19°35′T / 31,65°B 19,583°T. Sang ngày hôm sau 30 tháng 10, tàu buôn Anh Corinaldo 7.131 GRT cùng thuộc Đoàn tàu SL 125, đã hư hại do trúng ba ngư lôi từ các tàu ngầm U-509 và U-659, bị U-203 kết liễu bằng ngư lôi và hải pháo lúc 04 giờ 16 ở vị trí về phía Bắc quần đảo Canaria, tại tọa độ 33°12′B 18°24′T / 33,2°B 18,4°T. U-203 kết thúc chuyến tuần tra tại cảng Lorient vào ngày 6 tháng 11.
Trong chuyến tuần tra tiếp theo diễn ra từ ngày 6 tháng 12, 1942 đến ngày 7 tháng 1, 1943, U-203 xuất phát từ Lorient hoạt động tại khu vực gữa Bắc Đại Tây Dương. Tuy nhiên nó không đánh chìm được mục tiêu nào, và quay trở về căn cứ Brest.

### 1943

#### Chuyến tuần tra thứ mười một - Bị mất
U-203 xuất phát từ Brest vào ngày 3 tháng 4, 1943 cho chuyến tuần tra thứ mười một, cũng là chuyến cuối cùng, tại vùng biển Bắc Đại Tây Dương. Vào ngày 25 tháng 4, ở vị trí về phía Nam mũi Farewell, Greenland, nó bị máy bay Fairey Swordfish xuất phát từ tàu sân bay hộ tống Hải quân Hoàng gia Anh HMS Biter phối hợp cùng tàu khu trục HMS Pathfinder tấn công bằng mìn sâu, và bị đánh chìm tại tọa độ 55°05′B 42°25′T / 55,083°B 42,417°T. Mười thành viên thủy thủ đoàn của U-203 đã tử trận, và 38 người khắc sống sót bị bắt làm tù binh chiến tranh.

### "Bầy sói" tham gia
U-203 từng tham gia mười một bầy sói:
- Schlagetot (20 tháng 10 – 1 tháng 11, 1941)
- Raubritter (1 – 5 tháng 11, 1941)
- Seydlitz (27 tháng 12, 1941 – 7 tháng 1, 1942)
- Zieten (7 – 22 tháng 1, 1942)
- Iltis (6 – 10 tháng 9, 1942)
- Streitaxt (20 – 30 tháng 10, 1942)
- Raufbold (11 – 22 tháng 12, 1942)
- Spitz (22 – 31 tháng 12, 1942)
- Lerche (10 – 16 tháng 4, 1943)
- Meise (16 – 22 tháng 4, 1943)
- Specht (23 – 25 tháng 4, 1943)

### Tóm tắt chiến công
U-203 đã đánh chìm được 21 tàu buôn tổng tải trọng 94.270 GRT, đồng thời gây hư hại cho ba tàu buôn khác tổng tải trọng 17.052 GRT:
| Ngày              | Tên tàu                | Quốc tịch      | Tải trọng | Số phận      |
| ----------------- | ---------------------- | -------------- | --------- | ------------ |
| 24 tháng 6, 1941  | Kinross                | United Kingdom | 4.956     | Bị đánh chìm |
| 24 tháng 6, 1941  | Soløy                  | Norway         | 4.402     | Bị đánh chìm |
| 27 tháng 7, 1941  | Hawkinge               | United Kingdom | 2.475     | Bị đánh chìm |
| 28 tháng 7, 1941  | Lapland                | United Kingdom | 1.330     | Bị đánh chìm |
| 28 tháng 7, 1941  | Norita                 | Sweden         | 1.516     | Bị đánh chìm |
| 26 tháng 9, 1941  | Avoceta                | United Kingdom | 3.442     | Bị đánh chìm |
| 26 tháng 9, 1941  | Lapwing                | United Kingdom | 1348      | Bị đánh chìm |
| 26 tháng 9, 1941  | Varangberg             | Norway         | 2842      | Bị đánh chìm |
| 3 tháng 11, 1941  | Empire Gemsbuck        | United Kingdom | 5626      | Bị đánh chìm |
| 3 tháng 11, 1941  | Everoja                | United Kingdom | 4830      | Bị đánh chìm |
| 15 tháng 1, 1942  | Catalina               | Portugal       | 632       | Bị đánh chìm |
| 17 tháng 1, 1942  | Octavian               | Norway         | 1.345     | Bị đánh chìm |
| 21 tháng 1, 1942  | North Gaspe            | Canada         | 888       | Bị hư hại    |
| 10 tháng 4, 1942  | San Delfino            | United Kingdom | 8.072     | Bị đánh chìm |
| 11 tháng 4, 1942  | Harry F. Sinclair, Jr. | United States  | 6.151     | Bị hư hại    |
| 12 tháng 4, 1942  | Stanvac Melbourne      | Panama         | 10.013    | Bị hư hại    |
| 14 tháng 4, 1942  | Empire Thrush          | United Kingdom | 6.160     | Bị đánh chìm |
| 26 tháng 6, 1942  | Pedrinhas              | Brazil         | 3.666     | Bị đánh chìm |
| 26 tháng 6, 1942  | Putney Hill            | United Kingdom | 5.216     | Bị đánh chìm |
| 28 tháng 6, 1942  | Sam Houston            | United States  | 7.176     | Bị đánh chìm |
| 9 tháng 7, 1942   | Cape Verde             | United Kingdom | 6.914     | Bị đánh chìm |
| 11 tháng 7, 1942  | Stanvac Palembang      | Panama         | 10.013    | Bị đánh chìm |
| 29 tháng 10, 1942 | Hopecastle             | United Kingdom | 5.178     | Bị đánh chìm |
| 30 tháng 10, 1942 | Corinaldo              | United Kingdom | 7.131     | Bị đánh chìm |